# Azilia rojasi
Azilia rojasi är en spindelart som beskrevs av Simon 1895. Azilia rojasi ingår i släktet Azilia och familjen käkspindlar.
Artens utbredningsområde är Venezuela. Inga underarter finns listade.